# Le Cantique des cannibales
Le Cantique des cannibales est un roman du béninois Florent Couao-Zotti, écrivain, auteur de romans, de nouvelles, de pièces de théâtre et de bandes dessinées. Le livre paraît en 2004 aux Éditions Serpent à plumes et aux Éditions Rocher. Il compte 260 pages,.

## Résumé
Le Cantique des cannibales est l'histoire de Gloh, le Robin des bois en femme. Dans ce récit romanesque, son personnage est inspiré de Phoolan Devi, reine des bandits indienne. Le roman raconte l'histoire d'une femme libre qui est aimée, adulée et crainte. En véritable Amazone, elle règne sur un groupe de hors la loi. Traquée, elle finira par être arrêtée par le gouvernement de son pays. Le Cantique des cannibales est une œuvre qui jongle entre intrigue policière, histoire d'amour et satire politique,.

## Réception critique
Le livre est l’objet de maints analyses et critique après sa sortie. Sur RFI, le livre est décrit comme étant un livre au rythme haletant qui rend la lecture agréable malgré la noirceur et la corruption des âmes mis en scène. Arnold Sènou dans un article consacré à l'ouvrage pense que c'est à la fois un roman féministe par son héroïne et politique par les combats de celle-ci. La revue critique e-littérature abonde dans le même sens. En disant que c'est un livre dédié aux femmes et où les hommes n’y ont d’ailleurs qu’un rôle secondaire, soit de bourreau, soit de faire valoir au sens le plus noble du terme.